# Chris Bangle
Chris Bangle, född 14 oktober 1956 i Ravenna, Ohio, är en amerikansk formgivare, tidigare chefsdesigner på BMW.
Bangle har ofta fått kritik för sin design av BMW:s personbilar. Bangle har skapat flera BMW-bilar som bryter mot den traditionella BMW-designen med sina futuristiska drag.

## Noter

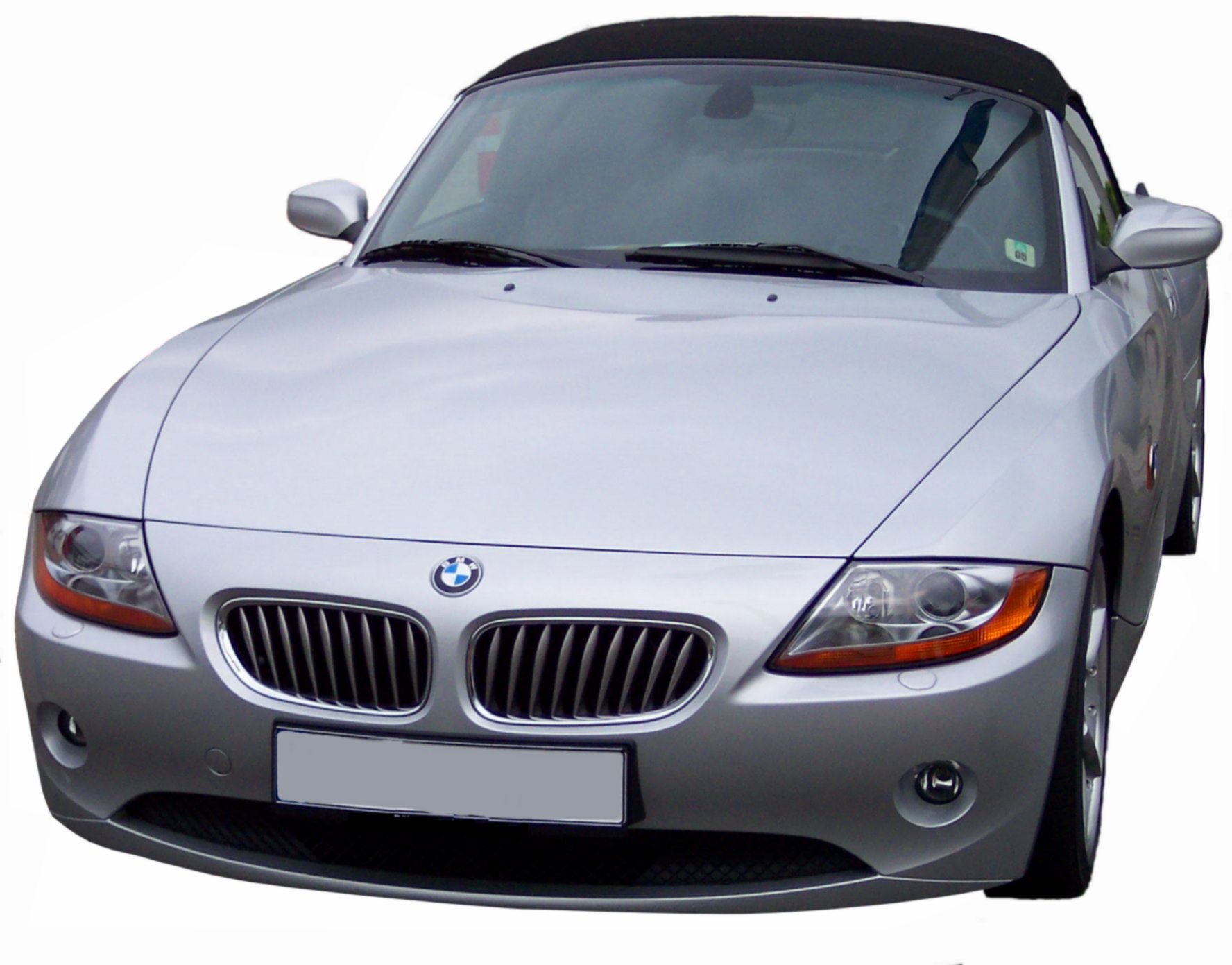
BMW Z4 är en av Bangles skapelser.